# Google Pay
Google Pay (ehemals: Android Pay) ist ein Mobile-Payment-Zahlungssystem des US-amerikanischen Unternehmens Google für Android-Geräte, in den USA auch für iOS ab Version 9.0. In Deutschland, Österreich und Schweiz wird es in Google Wallet eingebunden.

## Entwicklung
Android Pay wurde am 2. März 2015 im Rahmen des Mobile World Congress von Sundar Pichai angekündigt und am 28. Mai 2015 im Zuge der Google I/O offiziell vorgestellt. Der offizielle Start des Dienstes war am 10. September 2015, der jedoch zunächst nur in den Vereinigten Staaten genutzt werden konnte.
Im Zuge der Entwicklungen übernahm Google Inc das von US-amerikanischen Mobilfunkprovidern gegründete Gemeinschaftsunternehmen JVL Ventures und damit dessen Mobile-Payment-Plattform Softcard. Googles Dienst Wallet, welcher ursprünglich die Funktionalität bot, in Geschäften bargeldlos zu bezahlen, besteht mit einem neuen Funktionsumfang auch nach Einführung von Android Pay weiter und wurde in Google Pay Send umbenannt. Zahlungen zwischen Personen (P2P-Zahlungen) werden derzeit in den USA und Großbritannien angeboten.
Der Dienst funktioniert mit allen Android-Versionen ab Android 5.0 (Lollipop) und einem eingebauten NFC-Chip. Es existieren Partnerschaften mit großen Unternehmen wie Pepsi, McDonald’s oder Subway. Zum Start des Dienstes waren bereits über eine Million Geschäfte verfügbar, bei denen eine Zahlung mit Google Pay möglich ist, und es sollen kontinuierlich weitere Geschäfte und Orte hinzukommen. Die Möglichkeit, innerhalb von Apps mit Android Pay zu bezahlen, ist seit Dezember 2015 verfügbar.
Anfang 2018 hat Google angekündigt, dass die beiden Dienste Android Pay und Google Wallet in Zukunft unter der Marke Google Pay zusammengeführt werden sollen. Am 20. Februar 2018 wurde das Rollout von Google Pay gestartet.
Anfang 2019 wurde bekannt, dass Google Pay als E-Geld-Institut in der EU anerkannt worden ist.

## Verfügbarkeit

Weltweite Verfügbarkeit von Google Pay:,

Google Pay war anfangs längere Zeit nur für die USA verfügbar. Zurzeit kann Google Pay in folgenden Ländern verwendet werden:
| Datum         | Land                         |
| ------------- | ---------------------------- |
| 11. Sep. 2015 | Vereinigte Staaten           |
| 18. Mai 2016  | Vereinigtes Königreich       |
| 27. Juni 2016 | Singapur                     |
| 13. Juli 2016 | Australien                   |
| 20. Okt. 2016 | Hongkong                     |
| 17. Nov. 2016 | Polen                        |
| 1. Dez. 2016  | Neuseeland                   |
| 7. Dez. 2016  | Irland                       |
| 13. Dez. 2016 | Japan                        |
| 7. März 2017  | Belgien                      |
| 23. Mai 2017  | Russland                     |
| 10. März 2022 | Russland (Ende)              |
| 31. Mai 2017  | Kanada                       |
| 1. Juni 2017  | Taiwan                       |
| 26. Juli 2017 | Spanien                      |
| 1. Nov. 2017  | Ukraine                      |
| 14. Nov. 2017 | Brasilien                    |
| 14. Nov. 2017 | Tschechien                   |
| 28. Feb. 2018 | Slowakei                     |
| 26. Juni 2018 | Deutschland                  |
| 31. Juli 2018 | Kroatien                     |
| 28. Aug. 2018 | Indien                       |
| 19. Sep. 2018 | Italien                      |
| 30. Okt. 2018 | Dänemark                     |
| 30. Okt. 2018 | Finnland                     |
| 30. Okt. 2018 | Norwegen                     |
| 30. Okt. 2018 | Schweden                     |
| 14. Nov. 2018 | Vereinigte Arabische Emirate |
| 11. Dez. 2018 | Frankreich                   |
| 30. Apr. 2019 | Schweiz                      |
| 17. Nov. 2020 | Österreich                   |
| Angekündigt   | Südkorea                     |
| 7. Dez. 2021  | Kasachstan                   |

## Funktion
Es müssen einmalig die Kredit-, Debit-, Kunden- oder Geschenk-Kartendaten hinterlegt oder das PayPal-Konto verknüpft werden. Diese werden sicher gespeichert und bei einer Transaktion nicht an den Händler übertragen.
Zahlungen können durch Apps ausgelöst werden, welche die Google Payment API integriert haben, darunter Groupon und Uber. Diese werden ohne die zusätzliche Eingabe von Kreditkartendaten abgewickelt. Des Weiteren ist es möglich, mittels der Schnittstelle „Tap and Pay“ Zahlungen in Ladengeschäften mittels NFC durchzuführen. Google kooperiert dabei mit Zahlungsdienstleistern wie Mastercard oder Visa.
In Geschäften kann über bestehende NFC-Terminals bezahlt werden, wenn die hinterlegte Karte akzeptiert wird; anschließend erhält der Nutzer eine Transaktionsbestätigung per Benachrichtigung auf sein Gerät. Um innerhalb einer App mit Google Pay zahlen zu können, gibt es die Schaltfläche „Pay with Google“, über welche die Zahlung ähnlich dem bekannten PayPal-Express-Zahlungssystem möglich ist. Zusätzlich soll es ein Treuesystem geben, etwa an Coca-Cola-Automaten.

## Sicherheit
Die Daten werden laut Google mittels „Tokens“ realisiert. Die realen Kreditkartendaten werden nicht mit dem entsprechenden Zahlungsterminal oder der App ausgetauscht. Sofern das Smartphone verloren geht, kann der Benutzer, um unautorisierte Zahlungen zu verhindern, die Daten auf dem Gerät mittels des „Android-Geräte-Managers“ aus der Ferne löschen oder es mit einem neuen Passwort versehen – diese Funktion wird von Android auch ohne Google Pay unterstützt. Seit Android 6.0 (Marshmallow) unterstützt Google Pay Fingerabdruckscanner.

## Datenschutz
Google verweist in den Allgemeinen Geschäftsbedingungen von Google Pay auf die allgemeine Datenschutzerklärung von Google und führt spezifisch für Google Pay folgende Informationen an, die Google bei jeder Transaktion speichert:
- Datum, Uhrzeit und Betrag der Transaktion
- Händlerstandort und ‑beschreibung
- eine vom Verkäufer bereitgestellte Beschreibung der gekauften Waren oder Dienste
- Fotos, die der Nutzer der Transaktion beigefügt hat
- der Name und die E‑Mail-Adresse des Verkäufers und Käufers (bzw. des Absenders und Empfängers)
- die verwendete Zahlungsmethode
- eine Beschreibung für den Grund der Transaktion sowie gegebenenfalls das mit der Transaktion verbundene Angebot

Die Dauer der Aufbewahrung dieser Daten spezifiziert Google nur insoweit, als dass es der Zeitraum sein kann, in dem man Google Pay nutzt oder länger. Mit den Daten werden laut Google Algorithmen trainiert, um zukünftige Transaktionen einfacher abwickeln zu können und betrügerisches Verhalten zu erkennen.

## Google Pay in Deutschland
Google Pay wird unter anderem von folgenden Banken unterstützt: 1822direkt, Barclaycard, Citibank, Comdirect, Commerzbank, Consorsbank, Deutsche Kreditbank (DKB), BW-Bank, ING, Klarna, N26, Volkswagen Bank direct, Revolut, Openbank, Tomorrow, Trade Republic Bank, Vivid, PayPal.
Am 10. Oktober 2018 teilten PayPal und Google mit, dass mit einer Debit Mastercard Google Pay im Einzelhandel genutzt werden kann. PayPal bucht die Beträge über das hinterlegte Bankkonto ab.
Die Sparkassen und die Volksbanken gaben bekannt, dass sie ihre Karten nicht für Google Pay zur Verfügung stellen, da sie eigene Apps anbieten.

## Google Pay in Österreich
Im September 2021 wurde die offizielle Google-Pay-App lanciert.
Unterstützt werden die Banken BitPanda, iCard, Curve OS Ltd, Monese, N2 Capital AG, N26, Paybox Bank, PayrNet, Paysafe, Prepay Solutions, Revolut, Swan, Viva Wallet und Wise Ltd.
Am 22. Dezember 2022 teilten Erste Group und Google mit, dass Erste Bank und Sparkassen als erste österreichische Retailbank Google Pay anbietet. Nicht unterstützt wird derzeit (Juni 2024) PayPal.

## Google Pay in der Schweiz
Seit dem 30. April 2019 ist Google Pay in der Schweiz verfügbar.
Im Jahr 2022 wurden insgesamt 103 Banken unterstützt:
, unter anderem von Credit Suisse, UBS, Kantonalbanken (d. h. Zürcher Kantonalbank etc.), Baloise Bank SoBa, Valiant Bank, Revolut, Cornèrcard, Bonuscard, Swiss Bankers, Boon., N26, neon, YAPEAL.
Nicht unterstützt wird derzeit (Juni 2024) PayPal.